# دهستان پایین ولایت (تربت حیدریه)
پایین ولایت، دهستانی است از توابع بخش مرکزی شهرستان تربت حیدریه در استان خراسان رضوی ایران.
از روستا های آن میتوان به روستای راف اشاره کرد.

## جمعیت
براساس سرشماری سال ۱۳۸۵جمعیت آن  ۱۰۳۷۲نفر (۲۷۸۲خانوار) بوده است. 